# なかじま中央病院
なかじま中央病院（なかじまちゅうおうびょういん）は、愛媛県松山市中島にある病院である。

## 概要
中島町が運営していた公立病院の「中島町立病院」を前身としている。2005年（平成17年）に中島町が松山市に編入合併され、「松山市中島病院」となった。旧中島町と松山市の合併協議では、市が病院事業を引き継ぎ合併後3年をめどに民営化に取り組む事を確認しており、2007年4月より医療法人友朋会が市から経営権を譲り受けた。医療法人友朋会は新たに病院を新築し、「なかじま中央病院」に名称変更した。
また、中島病院の民営化と共に中島5島にある診療所も民営化され引き継がれており、なかじま中央病院から各診療所に医療スタッフを派遣し診療を行っている。松山市では、なかじま中央病院の医療スタッフを離島診療所に送迎する為に船舶「しまどり2」を建造し運航を行っている。

## 診療科目
- 内科
- 胃腸科
- 外科
- 循環器科

## アクセス
- 大浦港より徒歩5分。
- 中島汽船バス「中央病院」バス停より下車してすぐ。